# Nekrolog 1. Quartal 1977
Nekrolog
◄◄
| ◄
| 1973
| 1974
| 1975
| 1976
| 1977 | 1978 | 1979 | 1980 | 1981 | ► | ►►
1. Quartal |
2. Quartal |
3. Quartal |
4. Quartal 1977
Weitere Ereignisse | Allgemeiner Nekrolog 1977
Die Beschreibung der verstorbenen Person sollte so kurz wie möglich gehalten sein und nur deren signifikante Tätigkeit(en) enthalten.
Neue Namen ggf. auch unter dem Geburts- und Sterbedatum, also etwa unter 1. Januar und im Geburts- und Sterbejahr (2024) eintragen (nur bei entsprechender großer Wichtigkeit). Für Beispiele siehe die schon vorhandenen Artikel.
Außerdem über die fünf zuletzt Verstorbenen, zu denen es einen ausreichend guten Artikel für eine Präsentation auf der Hauptseite gibt, nach der todesbedingten Überarbeitung der Artikel ggf. auch unter Wikipedia Diskussion:Hauptseite informieren und sie am besten auch in den anderen Wikipedia-Sprachversionen eintragen. Tipp: Regelmäßig bei news.google.de nach „ist tot“, „gestorben“ oder „verstorben“ suchen.
Wenn eine Person gestorben ist, gibt es viele Seiten zu dieser Person in der Wikipedia, die davon auch betroffen sind und entsprechend aktualisiert werden müssen. Beispiele: Namenübersichtsseite, Geburtsjahr, Geburtsort-Seiten und viele mehr.
Wie finde ich die betroffenen Seiten?
Im Suchfeld auf der linken Seite gibt man den Suchbegriff so ein: „Vorname Nachname“. Dann klickt man auf Volltext und alle Seiten mit entsprechendem Suchtext werden aufgerufen. Hier sieht man dann schnell, wo auch das Todesjahr Sinn macht oder sogar ein Teil des Artikels angepasst werden muss. Auch hilft das „Werkzeug“ auf der linken Seite sehr gut, um solche Seiten aufzufinden: „Links auf diese Seite“. Somit ist die Wikipedia wieder aktuell in allen Bereichen! Hinweis: bei Eintragung der Kategorie „Gestorben JAHR“ wird der Missbrauchsfilter 49 ausgelöst, was jedoch nicht schlimm ist. Siehe: Spezial:Missbrauchsfilter/49
Dies ist eine Liste von im ersten Quartal 1977 verstorbenen bekannten Persönlichkeiten. Die Einträge erfolgen innerhalb der einzelnen Daten alphabetisch sortiert. Tiere sind im Nekrolog für Tiere zu finden.

## Januar
| Tag        | Name                                | Beruf, bekannt als                                                                                              | Alter | Beleg |
| ---------- | ----------------------------------- | --- | ----- | ----- |
| 1. Januar  | Roland Hayes                        | US-amerikanischer Sänger (Tenor) und der erste afroamerikanische klassische Sänger                              | 89    |       |
| 1. Januar  | Michael Mann                        | deutsch-US-amerikanischer Musiker und Literaturwissenschaftler                                                  | 57    |       |
| 1. Januar  | Paul Muckenhaupt                    | deutscher Politiker (SPD), Mitglied der Stadtverordnetenversammlung von Groß-Berlin                             | 75    |       |
| 1. Januar  | Viktor Novak                        | jugoslawischer Historiker                                                                                       | 87    |       |
| 2. Januar  | Erroll Garner                       | US-amerikanischer Jazzpianist                                                                                   | 55    |       |
| 2. Januar  | Gerhard Hadert                      | deutscher Maler und Grafiker                                                                                    | 75    |       |
| 2. Januar  | Ajit Prasad Jain                    | indischer Politiker (INC), Lok-Sabha-Mitglied, Unionsminister und Gouverneur von Kerala                         | 74    |       |
| 2. Januar  | Juan Muñoz                          | chilenischer Fußballspieler                                                                                     | 64    |       |
| 2. Januar  | Hans-Werner Otto                    | deutscher Jurist, NS-Beamter und Staatssekretär                                                                 | 68    |       |
| 2. Januar  | Ángel Valbuena Prat                 | spanischer Autor, Romanist und Hispanist                                                                        | 76    |       |
| 2. Januar  | Joachim Renneberg                   | deutscher Jurist und Hochschullehrer                                                                            | 50    |       |
| 2. Januar  | Ernst Wigforss                      | schwedischer Linguist und Politiker (SAP), Mitglied des Riksdag                                                 | 95    |       |
| 2. Januar  | Otto Zweifel                        | Schweizer Künstler                                                                                              | 66    |       |
| 3. Januar  | Tom Gries                           | US-amerikanischer Filmregisseur und Drehbuchautor                                                               | 54    |       |
| 3. Januar  | Franz Kranebitter                   | österreichischer Bergbauer und Politiker (ÖVP), Landtagsabgeordneter, Abgeordneter zum Nationalrat und Gründ... | 70    |       |
| 3. Januar  | Kathi Meyer-Baer                    | deutsch-US-amerikanische Musikhistorikerin und Musikbibliothekarin                                              | 84    |       |
| 3. Januar  | Abraham Ofer                        | israelischer Politiker                                                                                          |       |       |
| 3. Januar  | Carroll Quigley                     | US-amerikanischer Historiker                                                                                    | 66    |       |
| 3. Januar  | Hans Reinowski                      | deutscher Politiker (SPD), Schriftsteller, Zeitungsredakteur                                                    | 76    |       |
| 4. Januar  | Ibrahim Biçakçiu                    | albanischer Politiker                                                                                           | 71    |       |
| 4. Januar  | Achille Campanile                   | italienischer Journalist und Theaterautor                                                                       | 77    |       |
| 4. Januar  | Arne-Ole David                      | dänischer Schauspieler                                                                                          | 82    |       |
| 4. Januar  | Walter Paul Kettel                  | deutscher Publizist und Verfasser zahlreicher Kinder-, Heimat- und Fachbücher                                   | 77    |       |
| 4. Januar  | Hans Kleinschmidt                   | deutscher Pädiater und Hochschullehrer                                                                          | 91    |       |
| 4. Januar  | Sigge Lindberg                      | schwedischer Fußballspieler                                                                                     | 79    |       |
| 4. Januar  | Alfred Martin                       | deutscher Polizeibeamter                                                                                        | 68    |       |
| 5. Januar  | Artur Adson                         | estnischer Dichter, Schriftsteller und Theaterkritiker                                                          | 87    |       |
| 5. Januar  | Albrecht Eggert                     | deutscher Widerstandskämpfer                                                                                    | 73    |       |
| 5. Januar  | Theodor Esser                       | deutscher Politiker (CDU), MdL                                                                                  | 77    |       |
| 5. Januar  | Answald Krüger                      | deutscher Theaterleiter und Drehbuchautor                                                                       | 58    |       |
| 5. Januar  | Matt McGinn                         | schottischer Sänger-Songwriter und Dichter                                                                      | 48    |       |
| 5. Januar  | Arthur Schumann                     | deutscher Nachrichtendienstler und politischer Funktionär (NSDAP)                                               | 77    |       |
| 5. Januar  | Onslow Stevens                      | US-amerikanischer Schauspieler                                                                                  | 74    |       |
| 5. Januar  | Eduard Paul Tratz                   | österreichischer Zoologe und Biologe                                                                            | 88    |       |
| 6. Januar  | Harry Goldblatt                     | US-amerikanischer Pathologe                                                                                     | 85    |       |
| 6. Januar  | Hanns Lilje                         | evangelischer Theologe, Kunsthistoriker und lutherischer Landesbischof                                          | 77    |       |
| 6. Januar  | Niall MacGinnis                     | irischer Film- und Theaterschauspieler                                                                          | 63    |       |
| 6. Januar  | Franco Pisano                       | italienischer Komponist                                                                                         | 54    |       |
| 6. Januar  | Gerda Walther                       | deutsche Philosophin und Parapsychologin                                                                        | 79    |       |
| 7. Januar  | Janus Braspennincx                  | niederländischer Radrennfahrer                                                                                  | 73    |       |
| 7. Januar  | Adolf Freudenberg                   | deutscher Diplomat und Theologe                                                                                 | 82    |       |
| 7. Januar  | Billy Frick                         | Schweizer Schauspieler und Filmproduzent                                                                        | 65    |       |
| 7. Januar  | Alfred Gerstenbrand                 | österreichischer Maler, Graphiker, Illustrator, Schriftsteller und Karikaturist                                 | 95    |       |
| 7. Januar  | Fred Gravenhorst                    | deutscher Grafiker                                                                                              | 80    |       |
| 7. Januar  | Herbert van Hüllen                  | deutscher Ingenieur, Unternehmer, Industrieller und Kommunalpolitiker (CDU)                                     | 66    |       |
| 7. Januar  | Christos Xanthopoulos-Palamas       | griechischer Politiker und Diplomat                                                                             | 72    |       |
| 8. Januar  | Evelyn Anderson                     | deutsch-britische Journalistin                                                                                  | 67    |       |
| 8. Januar  | Hans Peter des Coudres              | deutscher Jurist und Bibliothekar                                                                               | 71    |       |
| 8. Januar  | Lando Ferretti                      | italienischer faschistischer Politiker, Mitglied der Camera dei deputati, Mitglied des Europaparlaments, Prä... | 81    |       |
| 8. Januar  | Charles Frend                       | britischer Filmeditor und Filmregisseur                                                                         | 67    |       |
| 8. Januar  | Michael Gerstner                    | deutscher Politiker (NSDAP), MdR                                                                                | 80    |       |
| 8. Januar  | Franz Heck                          | luxemburgischer Radrennfahrer                                                                                   | 77    |       |
| 8. Januar  | Maurice K. Jerome                   | US-amerikanischer Filmkomponist                                                                                 | 83    |       |
| 8. Januar  | Horst von Mellenthin                | deutscher Offizier, General der Artillerie und Armeekorpsbefehlshaber im Zweiten Weltkrieg                      | 78    |       |
| 8. Januar  | Johann Schmidt                      | deutscher Sprachforscher                                                                                        | 81    |       |
| 9. Januar  | Engelhard Barthe                    | deutscher Organist, Cembalist, Dirigent, Chorleiter, Dozent und Komponist                                       | 70    |       |
| 9. Januar  | Heinrich Bleichrodt                 | deutscher Korvettenkapitän                                                                                      | 67    |       |
| 9. Januar  | Henryk Gold                         | polnischer Violinist, Orchesterleiter, Komponist und Pionier der polnischen Jazzmusik                           |       |       |
| 9. Januar  | Georg Graf                          | deutscher Jurist und Richter am Bundesgerichtshof                                                               | 70    |       |
| 9. Januar  | Karl Isenberg                       | deutscher Politiker (SPD), MdL                                                                                  | 70    |       |
| 9. Januar  | Henry Johnston                      | irischer Politiker (Fianna Fáil)                                                                                | 68    |       |
| 9. Januar  | Aleksey Kozlovskiy                  | usbekisch-sowjetischer Komponist, Dirigent, Professor und Pädagoge                                              | 71    |       |
| 9. Januar  | Christoph Tölle                     | deutscher Politiker (CDU), MdL                                                                                  | 78    |       |
| 10. Januar | Friedrich Baur                      | bayerischer Senator, Gärtnereibesitzer                                                                          | 76    |       |
| 10. Januar | William J. Coyle                    | US-amerikanischer Politiker                                                                                     | 88    |       |
| 10. Januar | Doc Evans                           | US-amerikanischer Jazz-Trompeter                                                                                | 69    |       |
| 10. Januar | Hans Grischkat                      | deutscher Dirigent, Chorleiter und Kirchenmusiker                                                               | 73    |       |
| 10. Januar | Günter Hartfiel                     | deutscher Soziologe                                                                                             | 45    |       |
| 10. Januar | Nino Lamboglia                      | italienischer Archäologe                                                                                        | 64    |       |
| 10. Januar | Pouvana'a a Oopa Tetuaapua          | französischer Politiker in Französisch-Polynesien                                                               | 81    |       |
| 10. Januar | Günther Stoll                       | deutscher Schauspieler                                                                                          | 52    |       |
| 10. Januar | Jean Taris                          | französischer Schwimmer                                                                                         | 67    |       |
| 10. Januar | Ruth Graves Wakefield               | US-amerikanische Gastronomin, Köchin und Kochbuchautorin                                                        | 73    |       |
| 11. Januar | Wilhelm Keilhaus                    | deutscher Polizeibeamter und SS-Führer                                                                          | 78    |       |
| 11. Januar | Wilhelm Niemeyer                    | deutscher Schriftsteller und Übersetzer                                                                         | 64    |       |
| 11. Januar | Gerhard Raht                        | deutscher Luftwaffenoffizier                                                                                    | 56    |       |
| 11. Januar | Rudolf Reuter                       | deutscher Bibliothekar und Hochschullehrer                                                                      | 85    |       |
| 11. Januar | Jean de Saussure                    | US-amerikanisch-schweizerischer evangelischer Geistlicher und Hochschullehrer                                   | 77    |       |
| 11. Januar | Hilder Florentina Smith             | US-amerikanische Flugpionierin                                                                                  | 86    |       |
| 12. Januar | Henri-Georges Clouzot               | französischer Regisseur von Kriminalfilmen                                                                      | 69    |       |
| 12. Januar | Willy Dreyfus                       | deutsch-schweizerischer Bankier                                                                                 | 91    |       |
| 12. Januar | Véronique Filozof                   | schweizerisch-französische Illustratorin                                                                        | 72    |       |
| 12. Januar | James Edward Kearney                | US-amerikanischer Geistlicher, Bischof von Rochester                                                            | 92    |       |
| 12. Januar | Josef Neuberger                     | deutscher Politiker (SPD), MdL, Minister                                                                        | 74    |       |
| 12. Januar | Francesc de Paula Baldelló i Benosa | katalanischer Priester, Organist und Musikwissenschaftler                                                       | 89    |       |
| 12. Januar | Isaías Sávio                        | brasilianischer Gitarrist, Musikpädagoge und Komponist                                                          | 76    |       |
| 13. Januar | Gottfried Barton                    | österreichischer Offizier, zuletzt Generalmajor der Wehrmacht                                                   | 91    |       |
| 13. Januar | Henri Langlois                      | französischer Filmarchivar                                                                                      | 62    |       |
| 13. Januar | Alfred Leitgen                      | deutscher politischer Funktionär (NSDAP)                                                                        | 74    |       |
| 13. Januar | Hans-Jürgen Rathert                 | deutscher Politiker (SPD)                                                                                       | 43    |       |
| 13. Januar | Anthony Santasiere                  | US-amerikanischer Schachspieler                                                                                 | 72    |       |
| 13. Januar | Leopold Werner                      | österreichischer Jurist und Universitätsprofessor, Senatspräsident am VwGH, Vizepräsident des VfGH              | 71    |       |
| 14. Januar | Erich Bahrmann                      | deutscher Pathologe und Hochschullehrer                                                                         | 70    |       |
| 14. Januar | Anthony Eden                        | britischer Außen- und Premierminister                                                                           | 79    |       |
| 14. Januar | Peter Finch                         | britischer Theater- und Filmschauspieler                                                                        | 60    |       |
| 14. Januar | Ermil Gheorghiu                     | rumänischer Offizier, zuletzt Generalmajor im Zweiten Weltkrieg                                                 | 80    |       |
| 14. Januar | John T. Grigsby                     | US-amerikanischer Politiker                                                                                     | 87    |       |
| 14. Januar | Werner Henneberger                  | deutscher Anarchosyndikalist                                                                                    | 72    |       |
| 14. Januar | Anaïs Nin                           | US-amerikanische Schriftstellerin                                                                               | 73    |       |
| 15. Januar | Hans Alsér                          | schwedischer Tischtennisspieler                                                                                 | 34    |       |
| 15. Januar | Robert Fuchs                        | deutscher Generalmajor der Luftwaffe im Zweiten Weltkrieg                                                       | 81    |       |
| 15. Januar | Herbert Ihering                     | deutscher Journalist und Theaterkritiker                                                                        | 88    |       |
| 15. Januar | Gustaf Mattsson                     | schwedischer Langstrecken- und Hindernisläufer                                                                  | 83    |       |
| 15. Januar | Norman Morton                       | englischer Fußballspieler                                                                                       | 51    |       |
| 15. Januar | Riho Päts                           | estnischer Komponist, Chorleiter und Musikpädagoge                                                              | 77    |       |
| 15. Januar | Hermann Schwann                     | deutscher Politiker (FDP, VDNV, AUD), MdB                                                                       | 78    |       |
| 16. Januar | Tom Archia                          | US-amerikanischer Jazzsaxophonist                                                                               | 57    |       |
| 16. Januar | Carlo Bayer                         | deutscher Pionier der Caritas Internationalis                                                                   | 61    |       |
| 16. Januar | Franz Eberle                        | liechtensteinischer Politiker (FBP)                                                                             | 68    |       |
| 16. Januar | Anna Klöcker                        | deutsche Frauenrechtlerin und Politikerin (CDU), MdL                                                            | 81    |       |
| 16. Januar | Leif Panduro                        | dänischer Schriftsteller und Zahnarzt                                                                           | 53    |       |
| 16. Januar | Gustav Strahl                       | deutscher Kommunalpolitiker                                                                                     | 70    |       |
| 16. Januar | Werner Twardy                       | deutscher Komponist und Dirigent                                                                                | 50    |       |
| 17. Januar | Adam Fox                            | britischer Dichter und Dean of Divinity (Dekan der Theologie) am Magdalen College                               | 93    |       |
| 17. Januar | Gary Gilmore                        | US-amerikanischer Raubmörder                                                                                    | 36    |       |
| 17. Januar | Dougal Haston                       | schottischer Extrembergsteiger                                                                                  | 36    |       |
| 17. Januar | Johann Hatje                        | deutscher Eisenbahner, Gewerkschafter und Sozialdemokrat                                                        | 87    |       |
| 17. Januar | Michael Kröll                       | österreichischer Volkswirt in Wien                                                                              | 86    |       |
| 17. Januar | Tache Papahagi                      | rumänischer Romanist und Volkskundler aromunischer Herkunft                                                     | 84    |       |
| 17. Januar | Wolf Schmidt                        | deutscher Journalist, Kabarettist und Schauspieler                                                              | 63    |       |
| 18. Januar | Džemal Bijedić                      | jugoslawischer Politiker                                                                                        | 59    |       |
| 18. Januar | Ellsworth Foote                     | US-amerikanischer Politiker                                                                                     | 79    |       |
| 18. Januar | Helmuth von Grolman                 | deutscher Offizier und Politiker                                                                                | 78    |       |
| 18. Januar | Albrecht Langelüddeke               | deutscher Psychiater und Pionier der Forensischen Psychiatrie                                                   | 87    |       |
| 18. Januar | Leopold Nitsch                      | österreichischer Fußballspieler und Trainer                                                                     | 79    |       |
| 18. Januar | Paul Nordoff                        | US-amerikanischer Komponist und Musiktherapeut                                                                  | 67    |       |
| 18. Januar | Yvonne Printemps                    | französische Sängerin (Sopran) und Schauspielerin                                                               | 82    |       |
| 18. Januar | Luciano Re Cecconi                  | italienischer Fußballspieler                                                                                    | 28    |       |
| 18. Januar | Max Reimann                         | deutscher Politiker (KPD, DKP), MdL, MdB                                                                        | 78    |       |
| 18. Januar | Wilhelm Wagner                      | deutscher Entomologe und Lehrer                                                                                 | 81    |       |
| 18. Januar | Carl Zuckmayer                      | deutscher Schriftsteller                                                                                        | 80    |       |
| 19. Januar | Jerry Dawson                        | schottischer Fußballtorwart                                                                                     | 67    |       |
| 19. Januar | Émile Gilioli                       | französischer Bildhauer und Designer italienischer Abstammung                                                   | 65    |       |
| 19. Januar | Albert Häusler                      | deutscher Politiker (KPD, DKP), MdBB                                                                            | 77    |       |
| 19. Januar | Georg Juretzek                      | deutscher Metallurg und Hochschullehrer                                                                         | 71    |       |
| 19. Januar | Robert Kämmerer-Rohrig              | deutscher Kunstmaler und Zeichner                                                                               | 83    |       |
| 19. Januar | Knut von Kühlmann-Stumm             | deutscher Politiker (FDP, CDU), MdB                                                                             | 60    |       |
| 19. Januar | Josep Trueta i Raspall              | spanisch-katalanischer Chirurg, Traumatologe                                                                    | 79    |       |
| 19. Januar | Werner Ulrich                       | deutscher Bienenkundler und Hochschullehrer                                                                     | 76    |       |
| 19. Januar | Lothar Zitzmann                     | deutscher Maler und Professor                                                                                   | 52    |       |
| 20. Januar | Ewald Beilmann                      | deutscher Politiker (SPD), MdL                                                                                  | 65    |       |
| 20. Januar | Nur-Ali Borumand                    | iranischer Musiker, Komponist, Musiklehrer                                                                      |       |       |
| 20. Januar | Theo Eckardt                        | deutscher Botaniker                                                                                             | 66    |       |
| 20. Januar | Georg Heieck                        | deutscher Maler                                                                                                 | 73    |       |
| 20. Januar | Dimitrios Kiousopoulos              | griechischer Politiker und Ministerpräsident                                                                    |       |       |
| 20. Januar | Herbert Kriedemann                  | deutscher Politiker (SPD), MdL, MdEP                                                                            | 73    |       |
| 20. Januar | André Pradeau                       | französischer Politiker (SFIO), Mitglied der Nationalversammlung                                                | 78    |       |
| 20. Januar | Vicente Sánchez Gavito              | mexikanischer Botschafter                                                                                       | 66    |       |
| 20. Januar | Otmar Schär                         | deutscher Architekt                                                                                             | 56    |       |
| 21. Januar | Eduard Bäumer                       | deutscher Maler und Grafiker                                                                                    | 84    |       |
| 21. Januar | Heinrich Bornkamm                   | deutscher evangelischer Theologe                                                                                | 75    |       |
| 21. Januar | John Carleton                       | US-amerikanischer Skisportler                                                                                   | 77    |       |
| 21. Januar | Hans Hennecke                       | deutscher Literaturkritiker, Essayist und Übersetzer                                                            | 79    |       |
| 21. Januar | Benjamin Travis Laney               | US-amerikanischer Politiker, Gouverneur von Arkansas                                                            | 80    |       |
| 21. Januar | Curt Lauermann                      | deutscher Drehbuchautor und Schauspieler bei Bühne, Film und Fernsehen                                          | 84    |       |
| 21. Januar | Sandro Penna                        | italienischer Dichter und Erzähler                                                                              | 70    |       |
| 22. Januar | Otto Baum                           | deutscher Bildhauer und Hochschullehrer                                                                         | 77    |       |
| 22. Januar | Max Burghardt                       | deutscher Schauspieler, Intendant und Vorsitzender des Kulturbundes der DDR                                     | 83    |       |
| 22. Januar | Erich Fischer                       | Schweizer Musikwissenschaftler sowie Komponist                                                                  | 89    |       |
| 22. Januar | Menelaos Loundemis                  | griechischer Schriftsteller                                                                                     |       |       |
| 22. Januar | Hans Naumann                        | deutscher Romanist und Soziologe                                                                                | 68    |       |
| 22. Januar | Pascual Pérez                       | argentinischer Boxer                                                                                            | 50    |       |
| 22. Januar | Herbert Ploberger                   | österreichischer Kostümbildner                                                                                  | 74    |       |
| 22. Januar | Johannes Terwogt                    | niederländischer Ruderer                                                                                        | 98    |       |
| 22. Januar | Heinrich Weber                      | deutscher Fußballspieler                                                                                        | 76    |       |
| 23. Januar | Paul Hutchens                       | US-amerikanischer Wanderprediger und Autor                                                                      | 74    |       |
| 23. Januar | Karl Latschenberger                 | österreichischer Politiker (CSP), Landtagsabgeordneter                                                          | 86    |       |
| 23. Januar | Otto Lüthje                         | deutscher Schauspieler, Hörspielsprecher und Mittelschullehrer                                                  | 74    |       |
| 23. Januar | Eugen Ott                           | deutscher Diplomat und Offizier                                                                                 | 87    |       |
| 23. Januar | Gerhard Strack                      | deutscher Politiker (SPD), MdL                                                                                  | 65    |       |
| 24. Januar | Benjamin Ball                       | britischer Offizier der Luftstreitkräfte des Vereinigten Königreichs                                            | 64    |       |
| 24. Januar | Jack Bush                           | kanadischer Maler                                                                                               | 67    |       |
| 24. Januar | Marc Detton                         | französischer Ruderer                                                                                           | 75    |       |
| 24. Januar | Ulrich Grehling                     | deutscher Violinist und Hochschullehrer für Violine                                                             | 59    |       |
| 24. Januar | Elisabeth Haub                      | deutsche Philanthropin und Umweltschützerin                                                                     | 77    |       |
| 24. Januar | Andrew Humphrey                     | britischer Offizier der Luftstreitkräfte des Vereinigten Königreichs                                            | 56    |       |
| 24. Januar | Lee Parry                           | deutsche Schauspielerin und Sängerin                                                                            | 76    |       |
| 24. Januar | Otto Schaumann                      | österreichischer Chemiker                                                                                       | 85    |       |
| 25. Januar | Willi Becker                        | deutscher Politiker (SPD), MdL                                                                                  | 59    |       |
| 25. Januar | Wladimir Borissowitsch Berestezki   | russischer Physiker                                                                                             | 63    |       |
| 25. Januar | Paul Durand                         | französischer Komponist und Arrangeur                                                                           | 69    |       |
| 25. Januar | Franz Lerch                         | österreichischer Maler                                                                                          | 81    |       |
| 25. Januar | Friedrich Karl Schmidt              | deutscher Mathematiker                                                                                          | 75    |       |
| 25. Januar | George N. Shuster                   | US-amerikanischer Philologe und Pädagoge                                                                        | 82    |       |
| 25. Januar | Benno Eide Siebs                    | deutscher Jurist, Beamter und Heimatschriftsteller                                                              | 85    |       |
| 25. Januar | Edward Small                        | US-amerikanischer Filmproduzent                                                                                 | 85    |       |
| 26. Januar | Gustav Blenk                        | österreichischer Bibliothekar, Historiker und Gewerkschafter                                                    | 84    |       |
| 26. Januar | George Ebrecht                      | deutscher Generalleutnant der Polizei sowie Höherer SS- und Polizeiführer                                       | 81    |       |
| 26. Januar | Dietrich von Hildebrand             | katholischer Philosoph, Theologe und Autor                                                                      | 87    |       |
| 26. Januar | Bruce Hungerford                    | australischer klassischer Pianist                                                                               | 54    |       |
| 26. Januar | Richard Alfred Rossiter             | südafrikanischer Astronom                                                                                       | 90    |       |
| 27. Januar | Rudolf Jakob Humm                   | Schweizer Schriftsteller und Übersetzer                                                                         | 82    |       |
| 27. Januar | Eero Nelimarkka                     | finnischer Maler                                                                                                | 85    |       |
| 27. Januar | Josef Toman                         | tschechischer Autor                                                                                             | 77    |       |
| 27. Januar | Pauline V. Young                    | US-amerikanische Soziologin und Sozialarbeiterin                                                                |       |       |
| 28. Januar | Oleksa Hryschtschenko               | ukrainischer Maler, Aquarellist, Schriftsteller und Kunstkritiker                                               | 93    |       |
| 28. Januar | Benito Quinquela Martín             | argentinischer Maler                                                                                            | 86    |       |
| 28. Januar | Resi Weglein                        | deutsche Krankenschwester im KZ Theresienstadt                                                                  | 82    |       |
| 29. Januar | Jules Cavaillès                     | französischer Maler der Réalité Poétique                                                                        | 75    |       |
| 29. Januar | Hermann Landmann                    | deutscher Flugzeugkonstrukteur und Hochschullehrer                                                              | 78    |       |
| 29. Januar | Jack Manders                        | US-amerikanischer American-Football-Spieler                                                                     | 68    |       |
| 29. Januar | José Naya                           | uruguayischer Fußballspieler                                                                                    | 80    |       |
| 29. Januar | Buster Nupen                        | südafrikanischer Cricketspieler                                                                                 | 75    |       |
| 29. Januar | Freddie Prinze                      | US-amerikanischer Schauspieler und Komiker                                                                      | 22    |       |
| 29. Januar | Josef Weißkind                      | österreichischer Politiker (SPÖ), Landtagsabgeordneter                                                          | 62    |       |
| 30. Januar | Jean Capdeville                     | französischer Politiker (SFIO), Mitglied der Nationalversammlung                                                | 64    |       |
| 30. Januar | Fritz Rabe                          | deutscher Mediziner                                                                                             | 92    |       |
| 30. Januar | Alvar Zacke                         | schwedischer Drehbuchautor, Schriftsteller, Übersetzer und Journalist                                           | 73    |       |
| 31. Januar | Margrethe Klenze                    | deutsche Malerin                                                                                                | 95    |       |
| 31. Januar | Daniel Mainwaring                   | US-amerikanischer Schriftsteller                                                                                | 74    |       |
| 31. Januar | Richard Neudorfer                   | österreichischer Schriftsteller, Lehrer, Heimatforscher, Naturschützer                                          | 76    |       |
| 31. Januar | Charles Forster Willard             | US-amerikanischer Ingenieur, Pilot und Rennfahrer                                                               | 93    |       |
| 31. Januar | Adriano Zanaga                      | italienischer Radrennfahrer                                                                                     | 81    |       |
| Januar     | William D. Pawley                   | US-amerikanischer Diplomat sowie Akquisiteur von Curtiss-Wright                                                 | 80    |       |

## Februar
| Tag         | Name                                       | Beruf, bekannt als                                                                                              | Alter | Beleg |
| ----------- | ------------------------------------------ | --- | ----- | ----- |
| 1. Februar  | Maximilian Attems-Heiligenkreuz            | österreichischer Diplomat                                                                                       | 84    |       |
| 1. Februar  | Newsboy Brown                              | US-amerikanischer Boxer im Fliegengewicht                                                                       | 71    |       |
| 1. Februar  | Eleanora Mary Carus-Wilson                 | kanadisch-britische Wirtschaftshistorikerin                                                                     | 79    |       |
| 1. Februar  | Muhammad Dahlan                            | indonesischer Politiker                                                                                         | 67    |       |
| 1. Februar  | Edvard Hambro                              | norwegischer Politiker, Mitglied des Storting und Diplomat                                                      | 65    |       |
| 1. Februar  | Edmond Hamilton                            | US-amerikanischer Science-Fiction-Autor                                                                         | 72    |       |
| 1. Februar  | Alois Lampert                              | Liechtensteiner Radsportler                                                                                     | 44    |       |
| 1. Februar  | Hans Muthesius                             | deutscher Jurist und Pionier der Sozialen Arbeit                                                                | 91    |       |
| 1. Februar  | Eric Weil                                  | deutsch-französischer Philosoph                                                                                 | 72    |       |
| 1. Februar  | Samuel A. Weiss                            | US-amerikanischer Politiker                                                                                     | 74    |       |
| 1. Februar  | Arthur Primrose Young                      | britischer Industriemanager und Geheimdiplomat                                                                  | 91    |       |
| 2. Februar  | Franz Adamo                                | deutscher Politiker (SPD), MdL                                                                                  | 80    |       |
| 2. Februar  | Hans Bohnenkamp                            | deutscher Pädagoge, Hochschullehrer und Hochschuldirektor                                                       | 83    |       |
| 2. Februar  | Heinrich Labhart                           | Schweizer Chemiker                                                                                              | 57    |       |
| 2. Februar  | Franz Josef Mayer-Gunthof                  | österreichischer Unternehmer                                                                                    | 82    |       |
| 2. Februar  | Ernesto Mehlich                            | deutsch-brasilianischer Dirigent, Komponist und Pianist                                                         | 88    |       |
| 2. Februar  | Edmund Rehwinkel                           | deutscher Politiker und Bauernfunktionär                                                                        | 78    |       |
| 2. Februar  | Elizabeth Taylor                           | kanadische Hürdenläuferin                                                                                       | 60    |       |
| 3. Februar  | Tafari Benti                               | äthiopischer General, Staatsoberhaupt von Äthiopien                                                             | 55    |       |
| 3. Februar  | Gil Dodds                                  | US-amerikanischer Pfarrer und Weltrekordler als Mittelstreckenläufer                                            | 58    |       |
| 3. Februar  | Cuthbert Dukes                             | britischer Pathologe                                                                                            | 86    |       |
| 3. Februar  | Robert Harnau                              | deutscher Politiker (SPD/SED) und Widerstandskämpfer                                                            | 68    |       |
| 3. Februar  | Edwin Bancroft Henderson                   | US-amerikanischer Vater des afroamerikanischen Basketballs                                                      | 93    |       |
| 3. Februar  | Jonas Jackus                               | litauischer Generalleutnant                                                                                     | 82    |       |
| 3. Februar  | Elgar von Randow                           | deutscher Diplomat und Verfasser von lyrischen Gedichten                                                        | 72    |       |
| 3. Februar  | Pauline Starke                             | US-amerikanische Schauspielerin                                                                                 | 76    |       |
| 3. Februar  | Ernst Vollert                              | deutscher Jurist und Ministerialbeamter                                                                         | 86    |       |
| 4. Februar  | Mariska Ady                                | ungarische Schriftstellerin und Dichterin                                                                       | 88    |       |
| 4. Februar  | Karl Dammer                                | deutscher Dirigent                                                                                              | 83    |       |
| 4. Februar  | Brett Halliday                             | US-amerikanischer Schriftsteller                                                                                | 72    |       |
| 4. Februar  | Knut Holst                                 | norwegischer Skisportler                                                                                        | 92    |       |
| 4. Februar  | Bernhard Hörmann                           | deutscher Arzt, Zahnarzt, Politiker (NSDAP) und NS-Funktionär im Gesundheitswesen                               | 87    |       |
| 4. Februar  | Hans Weidtman                              | deutscher Bankier und Kaufmann                                                                                  | 82    |       |
| 05. Februar | Andries Hoogerwerf                         | niederländischer Leichtathlet                                                                                   | 70    |       |
| 5. Februar  | Oskar Klein                                | schwedischer Physiker                                                                                           | 82    |       |
| 5. Februar  | Robert Mohr                                | deutscher Polizist, als Gestapo-Beamter an der Verfolgung der Widerstandsgruppe Weiße Rose beteiligt            | 79    |       |
| 5. Februar  | Ulrich Neumann                             | deutscher Manager, Vorstand der MAN AG                                                                          | 73    |       |
| 6. Februar  | Edgar Battle                               | US-amerikanischer Jazzmusiker                                                                                   | 69    |       |
| 6. Februar  | Hermann Felsner                            | österreichischer Fußballtrainer                                                                                 | 87    |       |
| 6. Februar  | Gustave M. Gilbert                         | US-amerikanischer Psychologe, Professor für Psychologie                                                         | 65    |       |
| 6. Februar  | Asmus Jessen                               | deutscher Kunsterzieher, Maler und Graphiker                                                                    | 86    |       |
| 6. Februar  | Magdala Christa Lewandowski                | deutsche katholische Ordensschwester und Missionarin                                                            | 43    |       |
| 6. Februar  | Gotthard Paulus                            | deutscher Rechtswissenschaftler                                                                                 | 64    |       |
| 6. Februar  | Ludwig Roselius                            | deutscher Komponist, Musikkritiker und Dirigent                                                                 | 74    |       |
| 6. Februar  | Epiphany Schneider                         | deutsche römisch-katholische Ordensfrau, Missionarin und Märtyrin                                               | 73    |       |
| 6. Februar  | Ceslaus Stiegler                           | deutsche römisch-katholische Ordensfrau, Missionarin und Märtyrin                                               | 60    |       |
| 7. Februar  | Richard Bevan Austin                       | US-amerikanischer Jurist                                                                                        | 76    |       |
| 7. Februar  | Emmanuel Durlet                            | belgischer Pianist und Komponist                                                                                | 83    |       |
| 7. Februar  | Sidney Foster                              | US-amerikanischer Pianist und Musikpädagoge                                                                     | 59    |       |
| 7. Februar  | Hugo Göllors                               | schwedischer Stabhochspringer                                                                                   | 57    |       |
| 7. Februar  | Alois Liška                                | tschechischer General, Kommandeur der Tschechoslowakischen selbständigen gepanzerten Brigade im Zweiten Welt... | 81    |       |
| 7. Februar  | Heinrich Treiber von der Treib             | deutscher Violinist und Komponist                                                                               | 77    |       |
| 8. Februar  | Berta Bindtner                             | österreichische Grafikerin, Radiererin und Malerin                                                              | 87    |       |
| 8. Februar  | Paul Flußmann                              | österreichischer Tischtennisspieler                                                                             | 76    |       |
| 8. Februar  | Eivind Groven                              | norwegischer Komponist                                                                                          | 75    |       |
| 8. Februar  | Alfred Kiefer                              | deutscher Verwaltungsjurist                                                                                     | 83    |       |
| 8. Februar  | Lucien Lebaillif                           | französischer Schwimmer                                                                                         | 84    |       |
| 8. Februar  | Wilhelm Runte                              | deutscher Politiker (FDP), Bürgermeister von Soest (1952–1956)                                                  | 78    |       |
| 8. Februar  | Anna Charlotte Ruys                        | niederländische Bakteriologin und Hochschullehrerin                                                             | 78    |       |
| 8. Februar  | Josef Schelb                               | deutscher Komponist, Pianist und Hochschullehrer                                                                | 82    |       |
| 9. Februar  | Alia al-Hussein von Jordanien              | jordanische Königin                                                                                             | 28    |       |
| 9. Februar  | Werner Braunbek                            | deutscher Physiker                                                                                              | 76    |       |
| 9. Februar  | Buddy Johnson                              | US-amerikanischer Jazzpianist                                                                                   | 62    |       |
| 9. Februar  | Wolfgang Neuschmidt                        | österreichischer Gerechter unter den Völkern                                                                    | 75    |       |
| 9. Februar  | Esther Rickards                            | britische Ärztin und Bürgerrechtlerin                                                                           | 83    |       |
| 9. Februar  | Bruno Schlage                              | deutscher Lageraufseher in Auschwitz                                                                            | 73    |       |
| 9. Februar  | Otto Schoenrich                            | US-amerikanischer Jurist                                                                                        | 100   |       |
| 9. Februar  | Khawaja Shahabuddin                        | pakistanischer Politiker und Diplomat                                                                           | 78    |       |
| 9. Februar  | Fred Lowe Soper                            | US-amerikanischer Arzt                                                                                          | 83    |       |
| 9. Februar  | Theodor Vogel                              | deutscher Unternehmer, Schriftsteller und bedeutender Freimaurer                                                | 75    |       |
| 9. Februar  | Hanns Weidinger                            | deutscher Ingenieur und Offizier, zuletzt Generalingenieur der Luftwaffe im Zweiten Weltkrieg                   | 78    |       |
| 10. Februar | George J. Dufek                            | US-amerikanischer Konteradmiral und Polarforscher                                                               | 74    |       |
| 10. Februar | Willi Henne                                | deutscher Bauingenieur, SS-Standartenführer der Reserve, Ministerialrat beim Generalinspektor für das deutsc... | 69    |       |
| 10. Februar | Sergei Wladimirowitsch Iljuschin           | russischer Ingenieur und Flugzeugbauer                                                                          | 82    |       |
| 10. Februar | Aloysius Ignatius Maria Keulemans          | niederländischer Chemiker                                                                                       | 68    |       |
| 10. Februar | Hans Papenberg                             | deutscher Politiker (SPD), MdBB                                                                                 | 61    |       |
| 10. Februar | Federico Patellani                         | italienischer Fotograf                                                                                          | 65    |       |
| 10. Februar | Rickard Sarby                              | schwedischer Konstrukteur von Kanubooten und Segler                                                             | 64    |       |
| 11. Februar | Fakhruddin Ali Ahmed                       | indischer Politiker und Staatspräsident                                                                         | 71    |       |
| 11. Februar | Fouad Ammoun                               | libanesischer Jurist und Richter am Internationalen Gerichtshof                                                 | 77    |       |
| 11. Februar | Louis Beel                                 | niederländischer Rechtswissenschaftler und Politiker (RKSP, KVP, Ministerpräsident 1946–1948, 1958–1959)        | 74    |       |
| 11. Februar | Luigi Bertolini                            | italienischer Fußballspieler und -trainer                                                                       | 72    |       |
| 11. Februar | Max Finck                                  | deutscher Rechtsanwalt und Politiker (SPD), MdHB                                                                | 77    |       |
| 11. Februar | Wilhelm Geißler                            | deutscher Grafiker, Holzschneider und Maler                                                                     | 81    |       |
| 11. Februar | Erwin Jörg                                 | deutscher Paläontologe                                                                                          | 60    |       |
| 11. Februar | Carl Pierson                               | US-amerikanischer Filmeditor und Filmregisseur                                                                  | 85    |       |
| 11. Februar | Kurt Schilling                             | deutscher Philosoph und Hochschullehrer                                                                         | 77    |       |
| 11. Februar | Ulrich Tappe                               | deutscher Architekt und Wilhelmshavener Stadtbaurat                                                             | 69    |       |
| 12. Februar | Ebenezer Cunningham                        | britischer Mathematiker und theoretischer Physiker                                                              | 95    |       |
| 12. Februar | Gerry Davey                                | britischer Eishockeyspieler und -schiedsrichter                                                                 | 62    |       |
| 12. Februar | Abe Goldstein                              | US-amerikanischer Boxer                                                                                         | 78    |       |
| 12. Februar | Knut Hartwig                               | deutscher Schauspieler und Synchronsprecher                                                                     | 85    |       |
| 12. Februar | Christa Helm                               | US-amerikanische Schauspielerin                                                                                 | 27    |       |
| 12. Februar | Peter Pfankuch                             | deutscher Architekt                                                                                             | 51    |       |
| 13. Februar | Yekosofati Atoke Engur                     | ugandischer Politiker und Diplomat                                                                              |       |       |
| 13. Februar | Carolina Maria de Jesus                    | brasilianische Schriftstellerin                                                                                 | 62    |       |
| 13. Februar | Otto Niebergall                            | deutscher Politiker (KPD, DKP), MdB, Widerstandskämpfer                                                         | 73    |       |
| 13. Februar | Anatoli Wassiljewitsch Nikolajew           | russischer Chemiker und Hochschullehrer                                                                         | 74    |       |
| 13. Februar | Harry Schmidt                              | südafrikanischer Moderner Fünfkämpfer                                                                           | 60    |       |
| 13. Februar | Claus Seibert                              | deutscher Jurist und Richter am Bundesgerichtshof                                                               | 74    |       |
| 14. Februar | Richard Craddock                           | britischer Generalleutnant                                                                                      | 66    |       |
| 14. Februar | Ok Formenoij                               | niederländischer Fußballspieler                                                                                 | 77    |       |
| 14. Februar | Julius Herrmann                            | österreichischer Militärkapellmeister                                                                           | 87    |       |
| 14. Februar | Erwin Koschmieder                          | deutscher Slawist und Sprachwissenschaftler                                                                     | 80    |       |
| 14. Februar | Franz Josef Reinl                          | österreichischer Komponist                                                                                      | 73    |       |
| 14. Februar | Egon Schein                                | deutscher Leichtathlet und Olympiateilnehmer                                                                    | 65    |       |
| 14. Februar | Hans Ludwig Zankl                          | deutscher Journalist, Zeitungswissenschaftler und Werbefachmann                                                 | 65    |       |
| 15. Februar | Isaak Efremowitsch Boleslawski             | sowjetischer Schachspieler und -autor                                                                           | 57    |       |
| 15. Februar | Leonard Frank Cooling                      | britischer Geotechniker                                                                                         | 73    |       |
| 15. Februar | Lūcija Garūta                              | lettische Pianistin, Dichterin und Komponistin                                                                  | 74    |       |
| 15. Februar | Samari Alexandrowitsch Halpern             | russischer Mathematiker und Hochschullehrer                                                                     | 72    |       |
| 15. Februar | Joachim Karnatz                            | deutscher Politiker (SPD), MdA                                                                                  | 55    |       |
| 15. Februar | Herman Johannes Lam                        | niederländischer Botaniker                                                                                      | 85    |       |
| 15. Februar | Erich Lübbe                                | deutscher Gewerkschafter und Politiker (USPD, SPD, SED), MdR                                                    | 85    |       |
| 15. Februar | Lorenz Polster                             | österreichischer Fußballspieler und -trainer                                                                    | 80    |       |
| 16. Februar | André Gardère                              | französischer Florettfechter                                                                                    | 63    |       |
| 16. Februar | Karl Anton Hudetz                          | deutscher Maler und Künstler                                                                                    | 86    |       |
| 16. Februar | Janani Luwum                               | ugandischer Geistlicher, Erzbischof von Uganda, Märtyrer                                                        | 55    |       |
| 16. Februar | Rózsa Péter                                | ungarische Mathematikerin                                                                                       | 71    |       |
| 16. Februar | Egon von Poschinger                        | deutscher Fabrikbesitzer und Kunstmaler                                                                         | 83    |       |
| 16. Februar | Silvio Scaroni                             | italienischer Jagdflieger im Ersten Weltkrieg                                                                   | 83    |       |
| 16. Februar | Josef Schlick                              | deutscher Unternehmer und Politiker (CDU), MdL, MdB                                                             | 81    |       |
| 16. Februar | Fritz Schuberth                            | deutscher Politiker (NSDAP), MdR                                                                                | 79    |       |
| 16. Februar | Dietmar Schwietzer                         | deutsches Todesopfer der Berliner Mauer                                                                         | 18    |       |
| 16. Februar | Vibhavadi Rangsit                          | thailändische Schriftstellerin und Entwicklungshelferin                                                         | 56    |       |
| 17. Februar | Ralph F. Beermann                          | US-amerikanischer Politiker                                                                                     | 64    |       |
| 17. Februar | Edward G. Boyle                            | kanadischer Szenenbildner                                                                                       | 78    |       |
| 17. Februar | Henri Challan                              | französischer Komponist                                                                                         | 66    |       |
| 17. Februar | Hans Gesellmann                            | österreichischer Politiker (ÖVP), Landtagsabgeordneter im Burgenland                                            | 73    |       |
| 17. Februar | Fritz Michalski                            | deutscher Politiker (SPD), MdL                                                                                  | 75    |       |
| 17. Februar | Hans Müller                                | deutscher Regisseur                                                                                             | 67    |       |
| 17. Februar | Blinky Palermo                             | deutscher Maler, Environment- und Objektkünstler                                                                | 33    |       |
| 18. Februar | Hermann Braune                             | deutscher Chemiker                                                                                              | 90    |       |
| 18. Februar | Gustave Buchard                            | französischer Fechter                                                                                           | 87    |       |
| 18. Februar | Carl Caspary                               | deutscher SA-Führer                                                                                             | 78    |       |
| 18. Februar | Paul Cruse                                 | deutscher Gymnasiallehrer und Gründer der Niederdeutschen Bühne Flensburg                                       | 91    |       |
| 18. Februar | Andy Devine                                | US-amerikanischer Schauspieler                                                                                  | 71    |       |
| 18. Februar | Ron Jarden                                 | neuseeländischer Rugby-Union-Spieler                                                                            | 47    |       |
| 19. Februar | Gerhard Bremsteller                        | deutscher Organist und Chorleiter                                                                               | 71    |       |
| 19. Februar | Anthony Crosland                           | britischer Politiker (Labour), Mitglied des House of Commons, Außenminister und sozialistischer Theoretiker     | 58    |       |
| 19. Februar | Richard Schröter                           | deutscher Pädagoge und Politiker (SPD), MdB                                                                     | 84    |       |
| 19. Februar | Raimund Stoll                              | österreichischer Politiker und Beamter                                                                          | 84    |       |
| 20. Februar | Jisrael Alter                              | israelischer Rabbiner der Ger                                                                                   | 81    |       |
| 20. Februar | Konrad Bournot                             | deutscher Apotheker                                                                                             | 90    |       |
| 20. Februar | Uriah Butler                               | trinidadischer Politiker, Arbeiterführer und Prediger                                                           | 80    |       |
| 20. Februar | Jean Capelle                               | belgischer Fußballspieler                                                                                       | 63    |       |
| 20. Februar | Jarmila Glazarová                          | tschechische Schriftstellerin                                                                                   | 75    |       |
| 20. Februar | Wilhelm Groth                              | deutscher Physikochemiker                                                                                       | 73    |       |
| 20. Februar | Ralph Hungerford                           | US-amerikanischer Marineoffizier                                                                                | 80    |       |
| 20. Februar | Max Loy                                    | deutscher Chorleiter und Dirigent                                                                               | 63    |       |
| 20. Februar | Nikolaus Maier                             | deutscher römisch-katholischer Pfarrer und Heimatforscher                                                       | 85    |       |
| 20. Februar | Manfred Schumacher                         | deutscher Politiker (SPD), MdL                                                                                  | 50    |       |
| 20. Februar | Leonid Fjodorowitsch Wereschtschagin       | ukrainisch-russischer Physiker, Chemiker und Hochschullehrer                                                    | 67    |       |
| 20. Februar | Walter Ziegler                             | deutscher Jurist, Senatsvorsitzender am Obersten Gericht der DDR                                                | 64    |       |
| 21. Februar | Rosalind Atkinson                          | neuseeländische Schauspielerin                                                                                  | 76    |       |
| 21. Februar | Heinrich Auge                              | deutscher Politiker (SPD), MdB                                                                                  | 79    |       |
| 21. Februar | Heinrich Funk                              | Schweizer Organist, Chor- und Orchesterleiter                                                                   | 72    |       |
| 21. Februar | John Hubley                                | US-amerikanischer Zeichentrickfilmer, Regisseur und Zeichner                                                    | 62    |       |
| 21. Februar | Henry Jordan                               | US-amerikanischer American-Football-Spieler und Konzertveranstalter                                             | 42    |       |
| 21. Februar | Alexander Lwowitsch Kasem-Bek              | russischer bzw. sowjetischer Aktivist und Publizist                                                             | 75    |       |
| 21. Februar | Molly Spotted Elk                          | US-amerikanische Tänzerin, Schauspielerin und Schriftstellerin                                                  | 73    |       |
| 21. Februar | Luise Rinsche                              | deutsche Politikerin (SPD)                                                                                      | 82    |       |
| 21. Februar | Herold Georg Wilhelm Johannes Schweickerdt | südafrikanischer Botaniker deutscher Abstammung                                                                 | 73    |       |
| 22. Februar | Marcel Anghelescu                          | rumänischer Schauspieler                                                                                        | 67    |       |
| 22. Februar | Edith Barrett                              | US-amerikanische Schauspielerin                                                                                 | 70    |       |
| 22. Februar | George Fish                                | US-amerikanischer Rugby-Union-Spieler und Urologe                                                               | 81    |       |
| 22. Februar | Otto Graf                                  | deutscher Schauspieler und Theaterregisseur                                                                     | 80    |       |
| 22. Februar | Heinrich Niehaus                           | deutscher Agrarwissenschaftler, Volkswirt und Hochschullehrer                                                   | 78    |       |
| 22. Februar | Erika Rössing                              | österreichische Malerin und Kunstgewerblerin                                                                    | 73    |       |
| 22. Februar | Kōzō Uno                                   | japanischer Ökonom                                                                                              | 79    |       |
| 23. Februar | Wilhelm Gideon                             | deutscher KZ-Kommandant                                                                                         | 78    |       |
| 23. Februar | Hans Haffner                               | deutscher Astronom                                                                                              | 64    |       |
| 23. Februar | Hugo Johansson                             | schwedischer Sportschütze                                                                                       | 89    |       |
| 23. Februar | Josef Rüber                                | deutscher Landwirt und Politiker (CDU), MdL                                                                     | 59    |       |
| 23. Februar | Walter Schlienz                            | deutscher Biologe                                                                                               | 80    |       |
| 24. Februar | Wilhelm Blaindorfer                        | österreichischer Benediktiner und Abt                                                                           | 71    |       |
| 24. Februar | Eduard Borchers                            | deutscher Chirurg und Chefarzt                                                                                  | 91    |       |
| 24. Februar | Helmut M. Braem                            | deutscher Schriftsteller und Übersetzer                                                                         | 54    |       |
| 24. Februar | Louis Clarke                               | US-amerikanischer Leichtathlet                                                                                  | 75    |       |
| 24. Februar | Otto Hartloff                              | deutscher Maler                                                                                                 | 67    |       |
| 24. Februar | Josef Schweiger                            | österreichischer Politiker (SPÖ), Mitglied des Bundesrates                                                      | 56    |       |
| 24. Februar | Thomas Shaw                                | US-amerikanischer Bluesgitarrist und Sänger                                                                     | 68    |       |
| 25. Februar | Giorgio Carlo Calvi di Bergolo             | italienischer General                                                                                           | 89    |       |
| 25. Februar | Alexander Gonda                            | deutscher Bildhauer                                                                                             | 71    |       |
| 25. Februar | Leopold Horacek                            | österreichischer Politiker (SPÖ) und Bezirksvorsteher                                                           | 69    |       |
| 25. Februar | Wolfgang Lange                             | deutscher Pädagoge und Mathematiker                                                                             | 55    |       |
| 25. Februar | Robert McCulloch                           | US-amerikanischer Unternehmer                                                                                   | 65    |       |
| 25. Februar | Wilhelm Schleiermacher                     | deutscher Altphilologe, Provinzialrömischer Archäologe und Zweiter Direktor der Römisch-Germanischen Kommiss... | 72    |       |
| 26. Februar | Jean Bachelet                              | französischer Kameramann                                                                                        | 82    |       |
| 26. Februar | August Bachmayr                            | oberösterreichischer Politiker (ÖVP)                                                                            | 58    |       |
| 26. Februar | Trude Berliner                             | deutsche Schauspielerin, Tänzerin und Sängerin                                                                  | 73    |       |
| 26. Februar | Berthe Bovy                                | belgische Film- und Theaterschauspielerin                                                                       | 90    |       |
| 26. Februar | Muschelkalk Ringelnatz                     | deutsche Übersetzerin und Ehefrau von Joachim Ringelnatz                                                        | 78    |       |
| 26. Februar | Ludwig Schneider                           | deutscher Politiker (FDP), MdL                                                                                  | 83    |       |
| 26. Februar | Willy Theiler                              | Schweizer Klassischer Philologe                                                                                 | 77    |       |
| 26. Februar | Bukka White                                | US-amerikanischer Bluesmusiker                                                                                  | 70    |       |
| 27. Februar | John Dickson Carr                          | US-amerikanischer Autor                                                                                         | 70    |       |
| 27. Februar | Edward Dahlberg                            | US-amerikanischer Schriftsteller und Essayist                                                                   | 76    |       |
| 27. Februar | Allison Hayes                              | US-amerikanische Filmschauspielerin und Fotomodell                                                              | 46    |       |
| 27. Februar | Lotte Neumann                              | deutsche Schauspielerin                                                                                         | 80    |       |
| 27. Februar | Richard M. Russell                         | US-amerikanischer Politiker                                                                                     | 85    |       |
| 28. Februar | Eddie Anderson                             | US-amerikanischer Entertainer                                                                                   | 71    |       |
| 28. Februar | Paul Lemmerz                               | deutscher Unternehmer                                                                                           | 70    |       |
| 28. Februar | Joseph Stacher                             | US-amerikanischer Mobster, Partner von Meyer Lansky                                                             |       |       |

## März
| Tag      | Name                                            | Beruf, bekannt als                                                                            | Alter | Beleg |
| -------- | ----------------------------------------------- | --------------------------------------------------------------------------------------------- | ----- | ----- |
| 01. März | Robert Girardet                                 | französischer Segler                                                                          | 83    |       |
| 1. März  | Hagbard Jonassen                                | dänischer Botaniker                                                                           | 73    |       |
| 1. März  | Diallo Telli                                    | guineischer Politiker und Diplomat                                                            |       |       |
| 2. März  | Eugénie Brazier                                 | französische Köchin                                                                           | 81    |       |
| 2. März  | Willi Fehse                                     | deutscher Schriftsteller und Pädagoge                                                         | 70    |       |
| 2. März  | Louis Le Sénéchal                               | französischer Politiker, Mitglied der Nationalversammlung                                     | 66    |       |
| 2. März  | Gerta Overbeck                                  | deutsche Malerin                                                                              | 79    |       |
| 2. März  | Paul Rohmer                                     | elsässischer Kinderarzt                                                                       | 100   |       |
| 3. März  | Johann Peter Brandenburg                        | deutscher Politiker (FDP/DVP), MdL                                                            | 71    |       |
| 3. März  | Brian Faulkner                                  | nordirischer Premierminister                                                                  | 56    |       |
| 3. März  | Vilmos Gyimes                                   | ungarischer Schauspieler, Regisseur und Theatermacher                                         | 82    |       |
| 3. März  | Franz Lippert                                   | deutscher Politiker (CSU), MdL                                                                | 76    |       |
| 3. März  | Percy Marmont                                   | britischer Schauspieler                                                                       | 93    |       |
| 3. März  | Alfred Sabisch                                  | deutscher römisch-katholischer Theologe und Priester                                          | 70    |       |
| 3. März  | Takeuchi Yoshimi                                | japanischer Sinologe und Kulturtheoretiker                                                    | 66    |       |
| 3. März  | Arnold Veimer                                   | kommunistischer Regierungschef Estlands                                                       | 73    |       |
| 4. März  | Miles C. Allgood                                | US-amerikanischer Rechtsanwalt und Politiker                                                  | 99    |       |
| 4. März  | Toma Caragiu                                    | rumänischer Schauspieler                                                                      | 51    |       |
| 4. März  | Simeone Cattalinich                             | italienischer Ruderer                                                                         | 87    |       |
| 4. März  | Tudor Dumitrescu                                | rumänischer Pianist und Komponist                                                             | 19    |       |
| 4. März  | Ernst Girzick                                   | österreichischer SS-Obersturmführer und Mitarbeiter im Judenreferat des RSHA                  | 65    |       |
| 4. März  | Paolino Mingazzini                              | italienischer Klassischer Archäologe                                                          | 82    |       |
| 4. März  | Felix Scherke                                   | deutscher Psychologe                                                                          | 85    |       |
| 4. März  | Johann Ludwig Graf Schwerin von Krosigk         | deutscher Jurist, konservativer Politiker, Reichsfinanzminister                               | 89    |       |
| 4. März  | Heinrich Alexander Stoll                        | deutscher Schriftsteller                                                                      | 66    |       |
| 4. März  | Robert Winnigstedt                              | deutscher Diplomlandwirt und Tierzuchtleiter                                                  | 73    |       |
| 4. März  | Albert Andersson                                | schwedischer Turner und Leichtathlet                                                          | 74    |       |
| 5. März  | Walter Hans Kaufmann                            | deutscher Organologe                                                                          | 75    |       |
| 5. März  | Isaac Nemiroff                                  | US-amerikanischer Komponist, Musikpädagoge und -wissenschaftler                               | 65    |       |
| 5. März  | Tom Pryce                                       | britischer Automobilrennfahrer                                                                | 27    |       |
| 5. März  | Celeste Rinaldi                                 | italienischer Ägyptologe und Architekt                                                        | 74    |       |
| 5. März  | Geer van Velde                                  | niederländischer Maler                                                                        | 78    |       |
| 6. März  | Carlo Battisti                                  | italienischer Romanist, Italianist und Toponomastiker                                         | 94    |       |
| 6. März  | Albert Billiet                                  | belgischer Radrennfahrer                                                                      | 69    |       |
| 6. März  | Marcel Duhamel                                  | französischer Schauspieler und Autor                                                          | 76    |       |
| 6. März  | Alvin R. Dyer                                   | US-amerikanischer Apostel der Kirche Jesu Christi der Heiligen der Letzten Tage               | 74    |       |
| 6. März  | Moses Kottler                                   | südafrikanischer Bildhauer, Maler und Zeichner                                                |       |       |
| 6. März  | José de Medeiros Leite                          | brasilianischer Geistlicher, römisch-katholischer Bischof von Oliveira                        | 78    |       |
| 6. März  | Friedrich Schnack                               | deutscher Dichter, Schriftsteller und Journalist                                              | 89    |       |
| 6. März  | Grațian Sepi                                    | rumänischer Fußballspieler                                                                    | 66    |       |
| 7. März  | Hans Brune                                      | deutscher Politiker (SPD)                                                                     | 87    |       |
| 8. März  | Henry Hull                                      | US-amerikanischer Schauspieler                                                                | 86    |       |
| 8. März  | Wilhelm Koch                                    | deutscher Politiker (SPD), MdL                                                                | 54    |       |
| 08. März | Lawrence Roberts                                | südafrikanischer Leichtathlet                                                                 | 73    |       |
| 8. März  | Egon Sohmen                                     | deutsch-österreichischer Wirtschaftswissenschaftler                                           | 46    |       |
| 9. März  | Paul Aebischer                                  | Schweizer Romanist und Mediävist                                                              | 79    |       |
| 9. März  | Tim Baar                                        | US-amerikanischer Spezialeffektekünstler und Oscarpreisträger                                 | 64    |       |
| 9. März  | Frances P. Bolton                               | US-amerikanische Politikerin (Republikanische Partei)                                         | 91    |       |
| 9. März  | Albert Drexel                                   | österreichischer katholischer Priester, Sprachwissenschaftler und Völkerkundler               | 87    |       |
| 9. März  | Nikolai Pawlowitsch Dudorow                     | sowjetischer Politiker (KPdSU), Innenminister                                                 | 70    |       |
| 9. März  | Max Grasmann                                    | deutscher Jurist, Wirtschaftswissenschaftler, Verbandsfunktionär, Bankier und Politiker (CSU) | 87    |       |
| 9. März  | Francesco Loi                                   | italienischer Turner                                                                          | 86    |       |
| 9. März  | Ulises Poirier                                  | chilenischer Fußballspieler                                                                   | 80    |       |
| 9. März  | Alfred Schühly                                  | deutscher Jurist und Politiker (BCSV, CDU)                                                    | 88    |       |
| 10. März | Edward Power Biggs                              | US-amerikanischer Konzertorganist                                                             | 70    |       |
| 10. März | Adelbert Muhr                                   | österreichischer Schriftsteller, Journalist und Übersetzer                                    | 80    |       |
| 10. März | Erich Albert Müller                             | deutscher Physiologe                                                                          | 79    |       |
| 10. März | José Perácio                                    | brasilianischer Fußballspieler                                                                | 59    |       |
| 10. März | André Strohl                                    | französischer Radiologe                                                                       | 89    |       |
| 11. März | Willie Bauld                                    | schottischer Fußballspieler                                                                   | 49    |       |
| 11. März | Karl Brüggemann                                 | deutscher Politiker der CDU                                                                   | 81    |       |
| 11. März | Uchharangray Navalshankar Dhebar                | indischer Politiker                                                                           | 71    |       |
| 11. März | Walter Hartmann                                 | deutscher General der Artillerie im Zweiten Weltkrieg                                         | 85    |       |
| 11. März | Johannes Hübner                                 | deutscher Schriftsteller und Übersetzer                                                       | 55    |       |
| 11. März | Ferenc Kónya                                    | ungarischer Fußballspieler und -trainer                                                       | 84    |       |
| 11. März | Alberto Rodríguez Larreta                       | argentinischer Autorennfahrer                                                                 | 43    |       |
| 11. März | Willem Schermerhorn                             | niederländischer Geodät, Kartograf, Techniker und Politiker (Ministerpräsident 1945–1946)     | 82    |       |
| 12. März | George Eldredge                                 | US-amerikanischer Schauspieler                                                                | 78    |       |
| 12. März | Rutilio Grande                                  | katholischer Ordensgeistlicher und Märtyrer                                                   | 48    |       |
| 12. März | Hella Hirschfelder-Stüve                        | deutsche bildende Künstlerin                                                                  | 71    |       |
| 12. März | Josef Münch                                     | deutscher Zahnarzt und Arzt sowie Mitbegründer der Kinderzahnheilkunde                        | 82    |       |
| 12. März | Etha Richter                                    | deutsche Bildhauerin und Zeichnerin                                                           | 94    |       |
| 13. März | Gerhard Bassenge                                | deutscher Offizier, zuletzt Generalmajor in der Zeit des Zweiten Weltkrieges                  | 79    |       |
| 13. März | Renate von Brause                               | deutsche Architektin und Hochschullehrerin                                                    | 55    |       |
| 13. März | Else Czulik                                     | österreichische Plakatgestalterin                                                             | 78    |       |
| 13. März | Jan Patočka                                     | tschechoslowakischer Philosoph                                                                | 69    |       |
| 13. März | Nicolas Rausch                                  | luxemburgischer Radrennfahrer                                                                 | 76    |       |
| 13. März | Horst Wagner                                    | deutscher Diplomat im Dritten Reich                                                           | 70    |       |
| 14. März | Benjamin Chee Chee                              | kanadischer Künstler indianischer Abstammung, dessen kurze Karriere durch Suizid endete       | 32    |       |
| 14. März | Gyula Dávid                                     | ungarischer Komponist                                                                         | 63    |       |
| 14. März | Helen Ferguson                                  | US-amerikanische Schauspielerin und Presseagentin                                             | 76    |       |
| 14. März | Fannie Lou Hamer                                | US-amerikanische Bürgerrechtlerin                                                             | 59    |       |
| 14. März | Willy Trost                                     | deutscher Bahnradsportler                                                                     | 52    |       |
| 14. März | Gustav Wilke                                    | deutscher Generalleutnant im Zweiten Weltkrieg                                                | 79    |       |
| 15. März | Hubert Aquin                                    | frankokanadischer Schriftsteller                                                              | 47    |       |
| 15. März | Carl-Ulrich Blecher                             | deutscher Liedtexter                                                                          | 53    |       |
| 15. März | Karl-Axel Ekbom                                 | schwedischer Neurologe                                                                        | 69    |       |
| 15. März | Thrasybulos Georgiades                          | griechischer Musikwissenschaftler, Pianist und Bauingenieur                                   | 70    |       |
| 15. März | Emil Haas                                       | deutscher Beamter und Politiker (SPD)                                                         | 73    |       |
| 15. März | Fritz Lamm                                      | deutscher Sozialist                                                                           | 65    |       |
| 15. März | Marg Moll                                       | deutsche Bildhauerin, Malerin und Autorin                                                     | 92    |       |
| 15. März | Antonino Rocca                                  | argentinischer Wrestler                                                                       | 48    |       |
| 16. März | Henry Templer Alexander                         | britischer Generalmajor                                                                       | 65    |       |
| 16. März | Desmond Brayley, Baron Brayley                  | britischer Politiker (Labour Party), Soldat und Geschäftsmann                                 | 60    |       |
| 16. März | Juan Canaro                                     | uruguayischer Bandoneonist, Bandleader und Tangokomponist                                     | 83    |       |
| 16. März | Karl Dannhauer                                  | deutscher Lehrer, Ornithologe und Botaniker                                                   | 86    |       |
| 16. März | Kamal Dschumblat                                | libanesischer Politiker                                                                       | 59    |       |
| 16. März | Richard Großkopf                                | deutscher kommunistischer Widerstandskämpfer, politischer KZ-Häftling und Mitarbeiter des MfS | 79    |       |
| 16. März | Gertrud Schwarze                                | deutsche Keramikerin                                                                          | 62    |       |
| 17. März | Wolfgang von Gronau                             | deutscher Pilot und Luftfahrtpionier                                                          | 84    |       |
| 17. März | Arie Jan Haagen-Smit                            | niederländischer Chemiker                                                                     | 76    |       |
| 17. März | Werner Hadeler                                  | deutscher Verwaltungsjurist und Syndikus                                                      | 84    |       |
| 17. März | Georg Lehmann-Fahrwasser                        | deutscher Landschaftsmaler                                                                    | 90    |       |
| 17. März | Willibald Mayerl                                | deutscher Bergmann und Maler                                                                  | 80    |       |
| 17. März | Otto Mayr                                       | österreichischer Musikmäzen und Rechtsanwalt                                                  | 90    |       |
| 17. März | Max Mellin                                      | deutscher Filmarchitekt                                                                       | 73    |       |
| 17. März | Godfrey Mary Paul Okoye                         | nigerianischer katholischer Bischof                                                           | 63    |       |
| 17. März | Harry W. Tetrick                                | US-amerikanischer Tontechniker                                                                | 65    |       |
| 18. März | Ahasver von Brandt                              | deutscher Historiker                                                                          | 67    |       |
| 18. März | Hugo Ellenberger                                | österreichischer Hochschullehrer, Volksbildner und Schriftsteller                             | 74    |       |
| 18. März | Emil Hardegger                                  | Schweizer Politiker (SP)                                                                      | 95    |       |
| 18. März | Marien Ngouabi                                  | kongolesischer Politiker, Präsident der Republik Kongo                                        |       |       |
| 18. März | Carlos Pace                                     | brasilianischer Formel-1-Rennfahrer                                                           | 32    |       |
| 18. März | Walter Quiring                                  | deutscher Theologe und Leiter eines Predigerseminars                                          | 78    |       |
| 18. März | Margit Téry-Adler                               | ungarische Grafikdesignerin und Innenarchitektin                                              | 84    |       |
| 19. März | Pehr Edman                                      | schwedischer Biochemiker                                                                      | 60    |       |
| 19. März | Konstantin Hank                                 | deutscher Politiker (CDU), Bürgermeister der Stadt Schramberg                                 | 69    |       |
| 19. März | Armand Hug                                      | US-amerikanischer Jazzpianist, Arrangeur und Songwriter                                       | 66    |       |
| 19. März | William L. Laurence                             | US-amerikanischer Journalist litauischer Herkunft                                             | 89    |       |
| 19. März | Ernst Molis                                     | deutscher Politiker (CDU), MdL                                                                | 72    |       |
| 19. März | Petru Pleșca                                    | rumänischer Geistlicher, römisch-katholischer Bischof in Iași                                 | 72    |       |
| 20. März | Adolf Wilhelm Baum                              | deutscher Maler, Zeichner und Grafiker                                                        | 86    |       |
| 20. März | Roberto Emílio da Cunha                         | brasilianischer Fußballspieler                                                                | 64    |       |
| 20. März | Reginald Dorman-Smith                           | britischer Diplomat, Soldat und Politiker                                                     | 78    |       |
| 20. März | Helmut Fellmer                                  | deutscher Kapellmeister und Chordirektor                                                      | 68    |       |
| 20. März | Alex Hösl                                       | deutscher Politiker (CSU), MdB                                                                | 57    |       |
| 20. März | Peter Houseman                                  | englischer Fußballspieler                                                                     | 31    |       |
| 20. März | Charles Lyttelton, 10. Viscount Cobham          | britischer Adliger und Generalgouverneur von Neuseeland                                       | 67    |       |
| 20. März | Frithiof Nevanlinna                             | finnischer Mathematiker                                                                       | 82    |       |
| 20. März | Børge Saxil Nielsen                             | dänischer Radrennfahrer                                                                       | 57    |       |
| 20. März | Ceferino Quintana                               | US-amerikanischer Politiker                                                                   | 82    |       |
| 20. März | Shōda Kenjirō                                   | japanischer Mathematiker                                                                      | 75    |       |
| 21. März | Victor Beaumont                                 | deutscher Schauspieler                                                                        | 64    |       |
| 21. März | Léonce-Henri Burel                              | französischer Kameramann und Regisseur                                                        | 84    |       |
| 21. März | William Cavendish-Bentinck, 7. Duke of Portland | britischer Politiker (Conservative Party), Mitglied des House of Commons                      | 84    |       |
| 21. März | Richard Myers                                   | US-amerikanischer Songwriter, Komponist und Produzent                                         | 75    |       |
| 21. März | Friedrich Peters                                | deutscher Kommunalpolitiker (DP)                                                              | 70    |       |
| 21. März | Tanaka Kinuyo                                   | japanische Schauspielerin und Regisseurin                                                     | 66    |       |
| 21. März | Louis Wintergerst                               | deutscher Bauingenieur                                                                        | 63    |       |
| 22. März | Baynard Kendrick                                | US-amerikanischer Schriftsteller                                                              | 82    |       |
| 22. März | Andreas Lindblom                                | schwedischer Kunsthistoriker und Hochschullehrer                                              | 88    |       |
| 22. März | Murayama Tomoyoshi                              | japanischer Schriftsteller und Theaterleiter                                                  | 76    |       |
| 22. März | Hymie Shertzer                                  | US-amerikanischer Altsaxophonist (Swing)                                                      | 67    |       |
| 23. März | Rosy Barsony                                    | ungarische Schauspielerin, Sängerin und Tänzerin                                              | 67    |       |
| 23. März | Carlos Alfredo Bernardes                        | brasilianischer Diplomat                                                                      | 60    |       |
| 23. März | Emile Biayenda                                  | kongolesischer Geistlicher, Kardinal und Erzbischof von Brazzaville                           |       |       |
| 23. März | Bennie Green                                    | US-amerikanischer Jazzmusiker (Posaune)                                                       | 53    |       |
| 23. März | Rudolf Hönigsfeld                               | österreichischer Architekt                                                                    | 74    |       |
| 23. März | Butler B. Miltonberger                          | US-amerikanischer Offizier                                                                    | 79    |       |
| 23. März | Gustav Münzberger                               | deutscher SS-Unterscharführer im Vernichtungslager Treblinka                                  | 73    |       |
| 23. März | Joe Stydahar                                    | US-amerikanischer American-Football-Spieler und -Trainer                                      | 65    |       |
| 24. März | Heinrich Beisenherz                             | deutscher Filmarchitekt und Kunstmaler                                                        | 86    |       |
| 24. März | Conrad Felixmüller                              | deutscher Maler des Expressionismus und der Neuen Sachlichkeit                                | 79    |       |
| 24. März | Moroi Saburō                                    | japanischer Komponist                                                                         | 73    |       |
| 24. März | Josef Müller                                    | Schweizer Kunstsammler und Konservator                                                        | 90    |       |
| 24. März | Maxim Sacharowitsch Saburow                     | sowjetischer Politiker                                                                        | 77    |       |
| 24. März | Enrique de Satrústegui                          | spanischer Tennisspieler                                                                      | 80    |       |
| 24. März | Jani Szántó                                     | ungarischer Geiger und Musikpädagoge                                                          | 89    |       |
| 24. März | Eduard Walcher                                  | österreichischer Schriftsteller, Lehrer und Sprachforscher                                    | 78    |       |
| 25. März | Friedrich Daume                                 | österreichischer Mediziner und Funktionär                                                     | 51    |       |
| 25. März | Friedrich Gollwitzer                            | deutscher General der Infanterie                                                              | 87    |       |
| 25. März | Hans Henning Holm                               | deutscher Schriftsteller, Bühnen- und Hörspielautor                                           | 68    |       |
| 25. März | Nunnally Johnson                                | US-amerikanischer Drehbuchautor                                                               | 79    |       |
| 25. März | Alphonse Massemba-Débat                         | kongolesischer Präsident der Republik Kongo                                                   |       |       |
| 25. März | Felipe Mediavilla                               | chilenischer Fußballspieler                                                                   | 63    |       |
| 25. März | Otto Scheidgen                                  | deutscher Architekt und Denkmalpfleger                                                        | 83    |       |
| 25. März | Andreas Scheller                                | deutscher Ethnologe und Museumsdirektor                                                       | 82    |       |
| 25. März | Eugen Szenkar                                   | ungarischer Dirigent                                                                          | 85    |       |
| 25. März | Rodolfo Walsh                                   | argentinischer Journalist und Schriftsteller                                                  | 50    |       |
| 26. März | Thomas Dugdale, 1. Baron Crathorne              | britischer Politiker, Mitglied des House of Commons und Minister                              | 79    |       |
| 26. März | Will Herberg                                    | US-amerikanischer jüdischer Religionsphilosoph                                                | 75    |       |
| 26. März | Hedwig Porschütz                                | deutsche Widerstandskämpferin                                                                 | 76    |       |
| 26. März | Walther Schönfeld                               | deutscher Dermatologe und Venerologe, Hochschullehrer in Würzburg, Greifswald und Heidelberg  | 88    |       |
| 26. März | Heinrich Stock                                  | deutscher Grenzpolizeioffizier                                                                | 60    |       |
| 26. März | Frank Thorolfson                                | kanadischer Pianist, Dirigent, Musikpädagoge und Komponist                                    | 63    |       |
| 26. März | Friedrich Wagner                                | deutscher Reichsgerichtsrat                                                                   | 81    |       |
| 26. März | Dirk Ziervogel                                  | südafrikanischer Sprachwissenschaftler                                                        | 59    |       |
| 27. März | Shirley Graham Du Bois                          | US-amerikanische Komponistin, Schriftstellerin und Aktivistin                                 | 80    |       |
| 27. März | Diana Hyland                                    | US-amerikanische Schauspielerin                                                               | 41    |       |
| 27. März | Hermann Körner                                  | deutscher Kommunalpolitiker                                                                   | 69    |       |
| 27. März | Louise-Noëlle Malclès                           | französische Bibliothekswissenschaftlerin und Bibliographin                                   | 77    |       |
| 27. März | Eve Meyer                                       | US-amerikanisches Model, Schauspielerin und Filmproduzentin                                   | 48    |       |
| 27. März | Benny Moten                                     | US-amerikanischer Jazzbassist                                                                 | 60    |       |
| 27. März | Anna Katharina Rehmann-Salten                   | österreichisch-schweizerische Übersetzerin, Journalistin, Illustratorin und Schauspielerin    | 72    |       |
| 27. März | Dominik Richert                                 | elsässischer Bauer, Weltkriegsteilnehmer und Autobiograf                                      | 83    |       |
| 27. März | Gustav Schickedanz                              | deutscher Fabrikant und Unternehmer                                                           | 82    |       |
| 27. März | Jacob Veldhuyzen van Zanten                     | niederländischer Flugkapitän und Fluglehrer                                                   | 50    |       |
| 28. März | Henry Bergasse                                  | französischer Politiker, Mitglied der Nationalversammlung und Autor                           | 82    |       |
| 28. März | Alphons Biermann                                | deutscher Bildhauer                                                                           | 70    |       |
| 28. März | Grete Fischer                                   | österreichisch-britische Journalistin und Pädagogin                                           | 84    |       |
| 28. März | Andries Mac Leod                                | belgisch-schwedischer Mathematiker und Philosoph                                              | 85    |       |
| 28. März | Waldo de los Ríos                               | argentinischer Pianist, Orchesterleiter, Arrangeur und Komponist                              | 42    |       |
| 28. März | Eric Shipton                                    | britischer Bergsteiger                                                                        | 69    |       |
| 28. März | Aleksander Zawisza                              | polnischer Ministerpräsident                                                                  | 80    |       |
| 29. März | Roland Bugatti                                  | französisch-italienischer Automobilfabrikant und Ingenieur                                    | 54    |       |
| 29. März | Peter Foldes                                    | britischer Animator und Filmregisseur                                                         | 52    |       |
| 29. März | Åse Lund Jensen                                 | dänische Strickdesignerin                                                                     | 56    |       |
| 29. März | Paul Motz                                       | deutscher Architekt, Stadtplaner, Raumplaner und Denkmalpfleger                               | 85    |       |
| 29. März | Charles Nicoletti                               | US-amerikanischer Auftragsmörder                                                              | 60    |       |
| 29. März | Fritz Ollendorff                                | deutscher Opernsänger (Stimmlage Bass, Fach Bassbuffo)                                        | 65    |       |
| 29. März | Luis Peña                                       | spanischer Schauspieler                                                                       | 58    |       |
| 29. März | Georgi Slatew-Tscherkin                         | bulgarischer Komponist und Gesangspädagoge                                                    | 71    |       |
| 29. März | Wolfgang Steidle                                | deutscher Elektroingenieur                                                                    | 74    |       |
| 29. März | August Wittmann                                 | deutscher Generalleutnant                                                                     | 81    |       |
| 29. März | Eugen Wüster                                    | österreichischer Interlinguist und Begründer der Terminologiewissenschaft                     | 78    |       |
| 30. März | Alfred Becherer                                 | Schweizer Botaniker                                                                           | 79    |       |
| 30. März | Christian Busch                                 | deutscher Turner und Sportfunktionär                                                          | 97    |       |
| 30. März | Jacques Errera                                  | belgischer Chemiker                                                                           | 80    |       |
| 30. März | Abdel Halim Hafez                               | ägyptischer Sänger und Schauspieler                                                           | 47    |       |
| 30. März | Heinrich Kosina                                 | österreichischer Architekt in Deutschland                                                     | 77    |       |
| 30. März | Lewko Rewuzkyj                                  | ukrainischer Komponist                                                                        | 88    |       |
| 31. März | Walter Loewenheim                               | deutscher sozialistischer Politiker, Widerstandskämpfer gegen den Nationalsozialismus         | 80    |       |
| 31. März | Georg Stöhr                                     | deutscher Fechter und Olympiateilnehmer                                                       | 91    |       |
| März     | Stephanie Felsenburg                            | österreichische Ärztin und Individualpsychologin                                              | 74    |       |
| März     | Bruno Knittel                                   | deutscher Bildhauer                                                                           | 58    |       |
| März     | Walter Müller Hess                              | chilenischer Unternehmer und Diplomat                                                         | 82    |       |
| März     | Wilhelm Staude                                  | österreichisch-französischer Kunsthistoriker und Ethnologe                                    |       |       |